# Xã Blue Rock, Quận Muskingum, Ohio
Xã Blue Rock (tiếng Anh: Blue Rock Township) là một xã thuộc quận Muskingum, tiểu bang Ohio, Hoa Kỳ. Năm 2010, dân số của xã này là 677 người.